# Ceratina carinifrons
Ceratina carinifrons är en biart som beskrevs av Baker 2002. Ceratina carinifrons ingår i släktet märgbin, och familjen långtungebin. Inga underarter finns listade i Catalogue of Life.